# Pydna (Gemeindebezirk)
Pydna (griechisch Πύδνα [ˈpiðna] (f. sg.)) ist ein Gemeindebezirk der 2010 geschaffenen Gemeinde Pydna-Kolindros. Er wurde nach der gleichnamigen antiken makedonischen Hafenstadt benannt. 

## Lage
Der Gemeindebezirk Pydna erstreckt sich über 105,059 km² in einer fruchtbaren Gegend im Süden der Gemeinde Pydna-Kolindros an der Grenze zur Nachbargemeinde Katerini. Nördlich grenzen von Ost nach West die Gemeindebezirke Methoni, Eginio und Kolindros an. Pydna erstreckt sich vom Thermaischen Golf im Osten etwa 20 km landeinwärts.

### Verkehr
Zwischen dem Hauptort Kitros und der Meerwassersaline Alyki Kitrous verlaufen drei Hauptverkehrsachsen von Athen nach Thessaloniki, die Autobahn 1, die Nationalstraße 1 sowie die Magistrale der griechischen Eisenbahn.

## Verwaltungsgliederung
Die Landgemeinde Pidna (Kinotita Pidnis Κοινότητα Πίδνης) mit Verwaltungssitz in Kitros wurde 1918 anerkannt. Die Umbenennung in Pydna erfolgte 1940, die Ausgliederung aus der damaligen Präfektur Thessaloniki in die neugegründete Präfektur Pieria 1949. Mit der Erhebung zur Stadtgemeinde (dimos) im Zuge der Gemeindereform 1997 war die Eingemeindung der Landgemeinden Paleostani, Sfendami und Alonia verbundenen. Die Fusion der Gemeinde Pydna mit drei Nachbargemeinden zur neuen Gemeinde Pydna-Kolindros wurde nach der Verwaltungsreform 2010 durchgeführt, wo sie seither einen Gemeindebezirk bildet und in vier Ortsgemeinschaften untergliedert ist.
| Ortsgemeinschaft | griechischer Name             | Code     | Fläche (km²) | Einwohner 2001 | Einwohner 2011 | Dörfer und Siedlungen   |
| ---------------- | ----------------------------- | -------- | ------------ | -------------- | -------------- | ----------------------- |
| Pydna            | Τοπική Κοινότητα Πύδνας       | 11030401 | 41,334       | 1556           | 1206           | Alyki, Kitros           |
| Alonia           | Τοπική Κοινότητα Αλωνίων      | 11030402 | 10,721       | 0700           | 0641           | Alonia                  |
| Paleostani       | Τοπική Κοινότητα Παλαιοστάνης | 11030403 | 32,862       | 0589           | 0476           | Paleostani, Mikri Milia |
| Sfendami         | Τοπική Κοινότητα Σφενδαμίου   | 11030404 | 20,142       | 1167           | 0935           | Sfendami                |
| Gesamt           | Gesamt                        | 110304   | 105,059      | 4012           | 3258           |                         |